# Koe o kikasete
„Koe o kikasete” (jap. 声をきかせて) – trzeci japoński singel południowokoreańskiej grupy Big Bang, wydany 4 listopada 2009 roku. Osiągnął 4 pozycję w rankingu Oricon i pozostał na liście przez 16 tygodni, sprzedał się w nakładzie 35 852 egzemplarzy. Singel zdobył certyfikat złotej płyty Chaku-uta(R).
Utwór tytułowy został wykorzystany w czołówce TV dramy Ohitori-sama (jap. おひとりさま). Singel został wydany w trzech wersjach: regularnej i dwóch limitowanych (CD+DVD).

## Lista utworów
| CD                |                                                         |                                                    |                                                    |      |
| Nr                | Tytuł                                                   | Słowa                                              | Muzyka                                             | Czas |
| 1.                | "Koe o kikasete" (jap. 声をきかせて)                    | Narumi Yamamoto, Robin                             | Teddy                                              | 4:13 |
| 2.                | "Ora Yeah!" (jap. オラ Yeah!)                           | Shōko Fujibayashi                                  | Jimmy Thornfeldt, Mohombi Moupondo                 | 3:01 |
| 3.                | "Koe o kikasete" (jap. 声をきかせて) -Club Mix-         | Narumi Yamamoto, Robin                             | Teddy                                              | 5:19 |
| CD (wer. CD+DVD)  |                                                         |                                                    |                                                    |      |
| Nr                | Tytuł                                                   | Słowa                                              | Muzyka                                             | Czas |
| 1.                | "Koe o kikasete" (jap. 声をきかせて)                    | Narumi Yamamoto, Robin                             | Teddy                                              | 4:16 |
| 2.                | "Ora Yeah!" (jap. オラ Yeah!)                           | Shōko Fujibayashi                                  | Jimmy Thornfeldt, Mohombi Moupondo                 | 3:05 |
| 3.                | "Koe o kikasete" (jap. 声をきかせて) -Acoustic Version- | Narumi Yamamoto, Robin                             | Teddy                                              | 4:18 |
| DVD (wer. CD+DVD) |                                                         |                                                    |                                                    |      |
| Nr                | Tytuł                                                   | Tytuł                                              | Tytuł                                              | Czas |
| 1.                | "Koe o kikasete" (jap. 声をきかせて) (Music Video)      | "Koe o kikasete" (jap. 声をきかせて) (Music Video) | "Koe o kikasete" (jap. 声をきかせて) (Music Video) |      |
| 2.                | "Koe o kikasete" (jap. 声をきかせて) (Making)           | "Koe o kikasete" (jap. 声をきかせて) (Making)      | "Koe o kikasete" (jap. 声をきかせて) (Making)      |      |

## Notowania
| Lista                             | Pozycja |
| --------------------------------- | ------- |
| Oricon Daily Chart                | 3       |
| Oricon Weekly Chart               | 4       |
| Billboard Japan Top Singles Sales | 3       |
| Billboard Japan Hot 100           | 10      |